# Technoboy
Cristiano Giusberti (ur. 19 grudnia 1970) znany głównie jako Technoboy. Pochodzi z Włoch, jest DJ-em i producentem. Rozpoczął karierę grając na vinylach w 1992 roku, tworzy głównie muzykę Hardstyle. Występował również pod pseudonimami Atlantic Wave, Automatic DJ'z, Aceto, 2 Best Enemies, Builder, Citizen, Droid, Dreadlock, Hardstyle Guru, Hardstyle Masterz, K-Traxx, DJ Stardust, Hunter, Traum, Nitro, Psy Man, Vector Two, Spiritual Project, Q-Zar, The Raiders, The KGB's, The Hose, Dark Oscillators, DJ Gius, Ruff, Giada, Klone, TNT (Technoboy N' Tuneboy).

## Dyskografia
Jako Technoboy:
- Amino-Acid (1999)
- The Future (2000)
- Hardrive (2002)
- Ravers' Rules (2002)
- Tales From A Vinyl (2003)
- War Machine (2003)
- Titanic Remix Collection Volume 2 (2004)
- Atomic (2005)
- Titanic Remix Collection Volume 3 (2005)
- Guns 'N' Noses (2006)
- Into Deep (2006)
- Vita (2007)
- Rage (2008)
- Oh My God (2008)
- Next Dimensional World (Qlimax 2008 Anthem) (2008)
- Psycho Ex (2009)
- Ti Sento (2009)
- Put Sum Grrrace (2009)
- The Undersound
- Double Dutch Darkies
- Bass, Beats & Melody (2010)
- Catfight (2010)
- We Need Protection (2010)
- Vanilla Sky  (2011)

Jako DJ Gius:
- Overcharge (1998)
- Byte Progressive Attack 2 (1999)
- Dynamite (2000)
- Amnesia (2001)
- De-Generation (2001)
- Metal (2002)
- Puffganger (2003)
- Definition Of A Track (2004)
- Mega What (2004)
- Jerk It! (2005)
- V Like Venusian (2006)
- Things To Do (2007)
- Nerve (2008)

Jako Aceto:
- Go (1999)
- Hard Kick (2000)
- Made In Italy (2001)
- Ritmo Musicale (2002)
- Battito Perfetto (2004)
- Sexy Gate (2004)
- Uragano

### Remixy
Jako Technoboy:
- Hardstyle Masterz - Age Of Reverse Bass
- Giada - Diamond
- TNT - First Match
- K-Traxx - Hardventure
- Hardstyle Masterz - Beat Diz
- Tony H - J.F.K.
- K-Traxx - Propulse
- TNT - Ti Ta TNT
- TNT - Freakuency
- Hardstyle Masterz - B Cool
- TNT - DJ Without A Brain
- Anaklein - Lena
- T4T4NK4 - GTP
- Dana - Ultrasonic
- 2 Best Enemies - Les Drums
- Hunter - I Shot The Blender
- Tuneboy - Wackyjackie

Jako DJ Gius:
- Da Hool - Meet Her At The Love Parade
- Gift Project Feat. DJ T.T. Hacky - Genuine Draft
- Zombie Nation - Kernkraft 400
- Pacific Link - Once Upon A Time
- Vector Two - Machinery
- Traum - Invisible
- Klone - Plastic
- M-Ask - Tanzen
- Nitro - The Best
- Datura - Yerba Del Diablo
- Righeira - 2001: Vamos A La Playa
- Klone - Dragon's Lair
- Anaklein - Lena